# Liste des rivières de l'Île-du-Prince-Édouard

Carte de l'Île-du-Prince-Édouard

La province canadienne de l'Île-du-Prince-Édouard possède plusieurs rivières malgré sa faible superficie. Elles ont souvent des embouchures très larges.

## Liste des rivières de l'Île-du-Prince-Édouard

### B
- Rivière Brudenell

### C
- Rivière Cardigan

### D
- Rivière Dock

### H
- Rivière Hills
- Rivière Hillsborough
- Rivière Hunter

### K
- Rivière Kildare

### M
- Rivière Mill
- Rivière Montague

### N
- Rivière North

### S
- Rivière Southwest